# 오스카르 타베라스
오스카르 프란시스코 타베라스(Oscar Francisco Taveras, 1992년 6월 19일 ~ 2014년 10월 26일)는 도미니카 공화국·캐나다의 야구 선수이다. 세인트루이스 카디널스에서 우익수로 활동했다.

## 사망
2014년 10월 26일 자신이 운전하던 차량이 나무에 부딪혀 사망했다.